# Bataille de Montichiari (1420)
La bataille de Montichiari (8 octobre 1420), permet aux Visconti sous les ordres de Francesco Bussone da Carmagnola de reprendre Brescia.

## Contexte
L'élection au trône de Saint-Pierre du pape Martin V (1417) modifie la scène politique, car, de retour de Constance, le pape passe par Brescia (1418), décide par un acte ratifié le 30 janvier 1419 que Sigismond Malatesta va pouvoir exercer sa domination sur Brescia et Bergame durant toute sa vie. La paix est de courte durée, car les Visconti attaquent de nouveau Cabrino Fondulo, qui ne fait pas partie du traité. La ville fait appel à Venise et à Malatesta. Celui-ci présente ses doléances au pape et rassemble ses troupes près de Castelleone. Le duc de Milan fait aussi appel au pape Martin V, qui rappelle à l'ordre sévèrement Malatesta l'accusant d'avoir rompu l'accord de paix . Malatesta conserve cependant ses titres tandis que Francesco Bussone da Carmagnola attaque la région de Brescia et le 24 juillet 1419, conquiert Bergame. Philippe Marie Visconti envoie un diplomate à Venise afin d'obtenir la rupture de l'alliance entre la république de Venise et Malatesta. 

## Confrontation
Malgré l'arrivée des renforts vénitiens, Malatesta échoue à prendre le meilleur sur Carmagnola. Il subit une ruineuse défaite. 

## Conséquences
La défaite de Malatesta est complétée par un accord de paix le 24 février 1421 entre Venise et les Visconti. Venise s'engage à ne pas intervenir à Brescia pendant une période de dix ans. Malatesta, quant à lui, s'en retourne en Lombardie après avoir obtenu une indemnisation de 34 000 florins des Visconti.